# 유포리아 (2017년 영화)
《유포리아》(영어: Euphoria)는 2017년 제작된 스웨덴, 영국, 독일의 드라마 영화이다. 스웨덴의 영화 감독인 리사 랑세트의 첫 번째 영어 작품 연출작이며 각본 또한 맡았다. 2017 토론토 국제 영화제에서 전세계 최초 상영되었다.

## 출연

### 주연
- 알리시아 비칸데르
- 에바 그린

### 조연
- 샬롯 램플링
- 찰스 댄스
- 마크 스탠리
- 에드리안 레스터
- 어거스트 지너

## 기타
- 미술: 크리스티안 M. 골드벡
- 세트: 에르네스틴 히퍼
- 의상: 데니스 오스톨름
- 배역: 스테파니 폴만